# Peregocetus
Peregocetus is een geslacht van uitgestorven walvisachtigen behorend tot de Protocetidae, een familie binnen de Archaeoceti. Deze vroege walvisachtige had aanpassingen voor zowel het leven op het land als in het water Peregocetus leefde in het Midden-Eoceen langs de Pacifische kust van Zuid-Amerika. 

## Fossiele vondsten
Fossielen van Peregocetus zijn gevonden in het Pisco-bekken in Peru en dateren van ongeveer 42 miljoen jaar geleden. Hiermee is Peregocetus de oudst bekende Zuid-Amerikaanse walvisachtige. Het fossiel van Peregocetus dat in 2019 werd beschreven, MUSM,-3580, is het compleetste skelet van een vierpotige walvisachtige buiten Indo-Pakistan en omvat de onderkaken met delen van het gebit, de voor- en achterpoten inclusief het springbeen, en delen van de ribben, wervelkolom en staart. Een eerder fossiel, MUSM-1443, bestaande uit de achterzijde van de schedel, wervels en ribben, werd in 2012 beschreven maar nog niet toegewezen aan een soort.

## Kenmerken
Peregocetus was een vierpotige walvisachtige was ongeveer vier meter lang. Peregocetus had een otterachtige lichaamsbouw en gebruikte de staart om te zwemmen om een vergelijkbare wijze als otters en bevers. De poten waren sterk genoeg om het lichaam te dragen en zo op het land te lopen. Aan de tenen bevinden zich aanwijzingen voor de aanwezigheid van zwemvliezen en aan de tenen zaten kleine driehoekige hoeven. In de lange snuit zaten scherpe tanden, wijzend op een dieet van vis of schaaldieren. De neusgaten zaten hoog op de kop. De onderkaak was een goede geleider voor onderwatergeluiden. De wervels wijzen op een krachtige zwemstaart.

## Verwantschap
Peregocetus neemt binnen de Protocetidae een basale positie in en de walvisachtige vertoont overeenkomsten met protocetiden uit Marokko en Nigeria. Gedacht wordt dat de protocetiden vanuit westelijk Afrika via de zuidelijke Atlantische Oceaan Zuid-Amerika bereikten. De Atlantische Oceaan was in deze periode minder breed dan tegenwoordig en daarnaast was er in het Midden-Eoceen een zeestroom van Afrika naar Zuid-Amerika, die bijvoorbeeld ook een belangrijke rol speelde bij de verspreiding van de breedneusapen en stekelvarkenachtigen. De landengte van Panama was in het Eoceen nog niet gevormd, waardoor er een open zeeverbinding was tussen de Atlantische Oceaan en de Grote Oceaan en de protocetiden zich konden uitbreiden naar de westkust van Zuid-Amerika.